# Daicel
Daicel Corporation (株式会社ダイセル, Kabushiki gaisha Daiseru) est une entreprise japonaise de produits chimiques. Les produits de la société comprennent l'acétate de cellulose, des constituants de filtres à cigarettes , des produits chimiques de haute performance, des plastiques d'ingénierie comme les polymères à cristaux liquides (Lpc), des composés résineux, et des gonfleurs pour les coussins gonflables de sécurité (« airbags ») automobiles.
La société a été formée sous le nom de Dainippon Celluloid Company à la suite de la fusion en 1919 de huit fabricants régionaux de celluloïd, et elle a pris son nom actuel en 1966. Sa première filiale, Fuji Photo Film, a été mise en place en 1934 pour produire des films de nitrocellulose. Finalement, cette société est devenue Fujifilm.